# Craugastor megalotympanum
Craugastor megalotympanum är en groddjursart som först beskrevs av Shannon och John E. Werler 1955.  Craugastor megalotympanum ingår i släktet Craugastor och familjen Craugastoridae. IUCN kategoriserar arten globalt som akut hotad. Inga underarter finns listade i Catalogue of Life.